# BMW B48

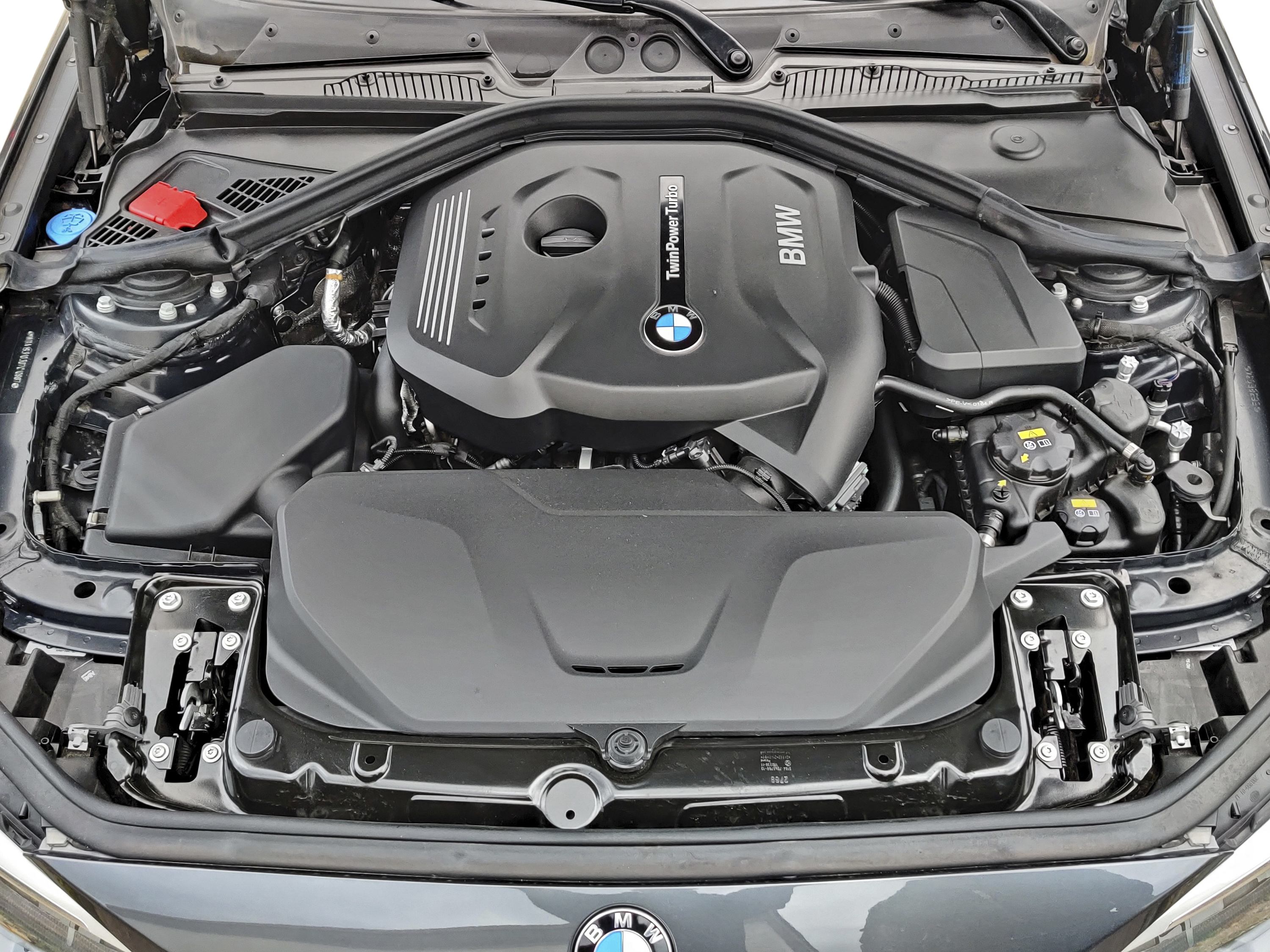
Vista di un motore B48B20 montato su una 125i del 2019

La sigla BMW B48 (per esteso B48B20) identifica un motore a scoppio sovralimentato a benzina prodotto a partire dal 2014 dalla casa automobilistica tedesca BMW.

## Caratteristiche

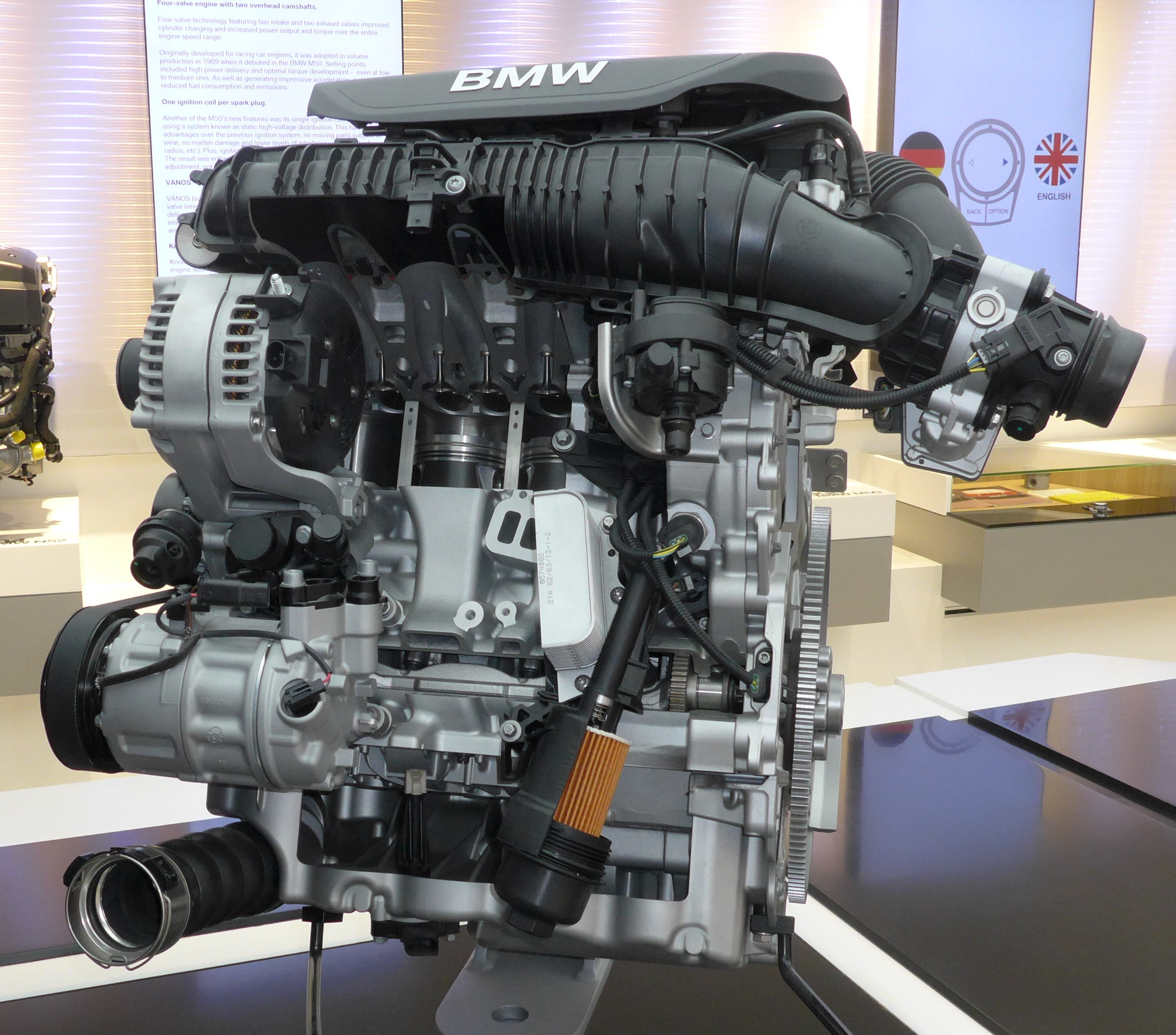
Vista di un motore B48

Si tratta di un motore a 4 cilindri da 2 litri che, almeno inizialmente, affianca semplicemente l'equivalente unità N20, per poi in seguito sostituirla gradualmente. Il motore B48 va a far parte di una più ampia famiglia di nuovi motori modulari, che comprende anche unità a 3 e a 6 cilindri, sia a benzina che a gasolio, tutte accomunate dal fatto di possedere un gran numero di componenti in comune, in modo da abbattere i costi di produzione. Ad esempio, tanto per citare l'aspetto più notevole, sia il motore B48 che gli altri motori possiedono la stessa cilindrata unitaria, pari a 498,8 cm³. Fa eccezione solo la variante più economica del tricilindrico a benzina, da 1.2 litri di cilindrata. È anche interessante il fatto che il motore B48 sia adattabile a qualsiasi schema di sovralimentazione mediante turbocompressore. E così, ecco che su tale motore può essere montato senza grossi adattamenti un turbocompressore di tipo normale, twin-scroll, biturbo o tri-turbo. Il turbocompressore può inoltre essere del tipo a geometria fissa o variabile.

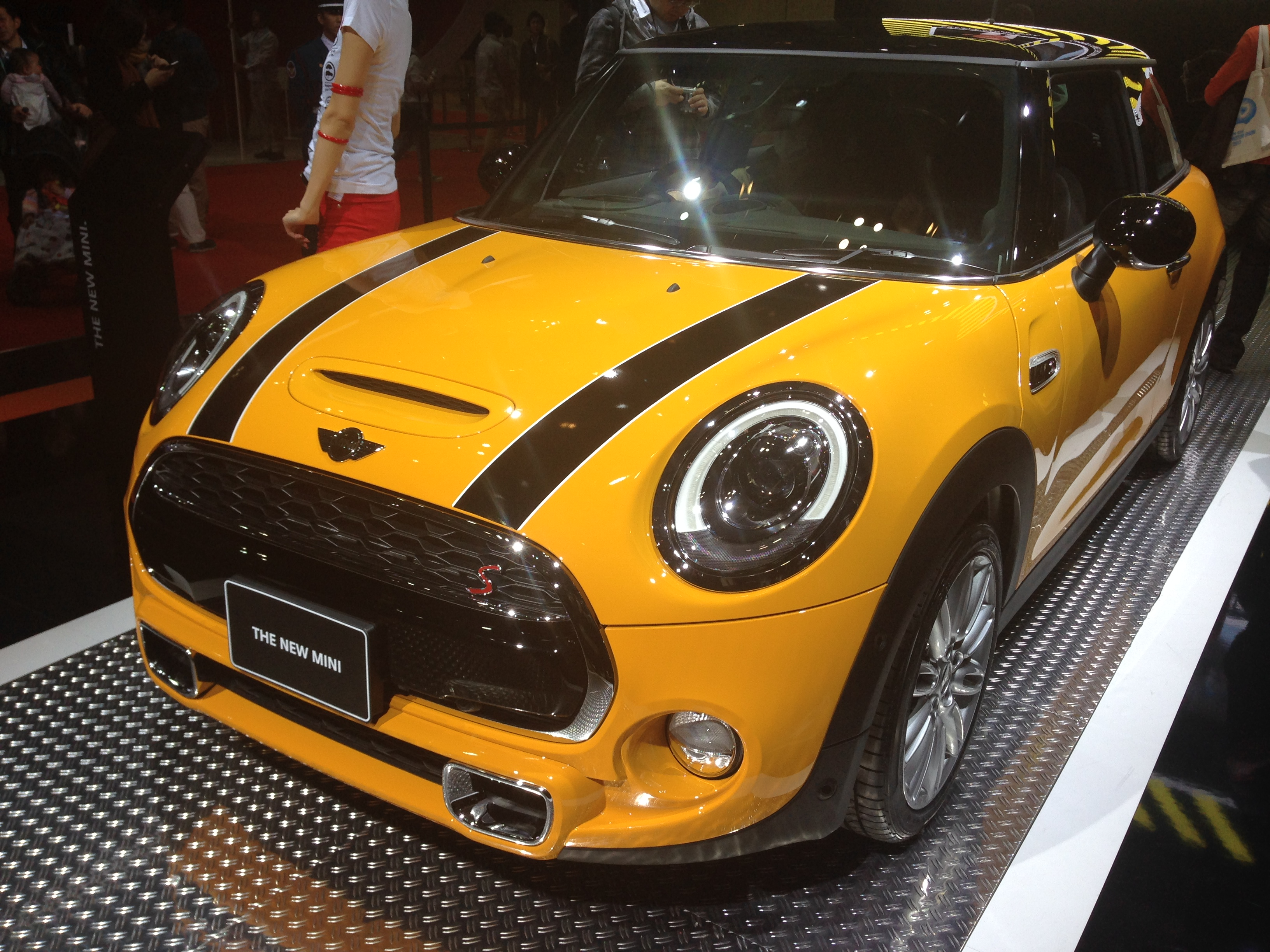
Una Mini Cooper S del 2014, primo modello ad adottare il motore B48 in versione da 192 CV

Queste sono le caratteristiche del motore B48:
- architettura a 4 cilindri in linea;
- basamento in lega di alluminio;
- alesaggio e corsa: 82x94.6 mm;
- cilindrata: 1998 cm³;
- distribuzione a doppio asse a camme in testa;
- testata a 4 valvole per cilindro;
- variazione di fase mediante sistemi bi-VANOS e Valvetronic;
- alimentazione ad iniezione diretta;
- sovralimentazione mediante turbocompressore;
- rapporto di compressione: 11:1;
- albero a gomiti su 5 supporti di banco.

A partire dal luglio del 2020 questo motore, in tutte le sue varianti, ha cominciato gradualmente ad essere dotato di tecnologia ibrido leggero su tutte le sue applicazioni. La prima vettura ad esserne dotata è stata la Serie 5 G30 in occasione del restyling di mezza età.
Tra le altre applicazioni vi è quella relativa alla 330e Plug-in, un modello ibrido commercializzato a partire dalla fine del 2015 in sostituzione della ActiveHybrid 3. In questa variante, ricavata sulla base del 2 litri di minor potenza, le prestazioni sono invariate e quindi la potenza rimane di 184 CV compresi fra 5000 e 6500 giri/min, ma l'abbinamento ad un motore elettrico da 88 CV fa sì che la potenza massima combinata dei due motori riesca a raggiungere 252 CV in totale. Un'applicazione analoga era quella che vedeva una versione da 258 CV accoppiata ad un motore elettrico da 113 CV per una potenza totale combinata di 326 CV ed una coppia totale combinata di 500 Nm. Tale sistema propulsivo è stato montato sotto il cofano della BMW 740e G11/G12 (03/2016-12/2018).

## Riepilogo caratteristiche ed applicazioni
Il motore B48 è stato proposto fin dal suo debutto in numerose varianti di potenza, le cui caratteristiche ed applicazioni sono così riassumibili:
| Motore B48 |                |                |                                                          |                                |
| Variante   | Potenza CV/rpm | Coppia Nm/rpm  | Applicazioni                                             | Anni di produzione             |
| 1.         | 156/ 4500-6500 | 250/ 1300-4300 | BMW 318i G20/G21                                         | dal 03/2020                    |
| 2.         | 178/ 5000-5500 | 280/ 1350-4200 | Mini Countryman Cooper S                                 | dal 06/2020                    |
| 2.         | 178/ 5000-5500 | 280/ 1350-4200 | BMW 120i F40                                             | dall'11/2020                   |
| 2.         | 178/ 5000-5500 | 280/ 1350-4200 | BMW 220i Gran Coupé F44                                  | dall'11/2020                   |
| 2.         | 178/ 5000-5500 | 280/ 1350-4200 | BMW 220i Active Tourer F45                               | 11/2020-10/2021                |
| 2.         | 178/ 5000-5500 | 280/ 1350-4200 | BMW 220i Gran Tourer                                     | 11/2020-12/2021                |
| 2.         | 178/ 5000-5500 | 280/ 1350-4200 | BMW X1 sDrive20i / xDrive20i F48                         | dall'11/2020                   |
| 2.         | 178/ 5000-5500 | 280/ 1350-4200 | BMW X2 sDrive20i / xDrive20i F39                         | dall'11/2020                   |
| 3.         | 184/ 5000-6500 | 270/ 1350-4600 | BMW 120i F20                                             | 08/2016-07/2019                |
| 3.         | 184/ 5000-6500 | 270/ 1350-4600 | BMW 220i F22/F23                                         | 07/2016-07/2021                |
| 3.         | 184/ 5000-6500 | 270/ 1350-4600 | BMW 320i / 320i xDrive F30/F31                           | 06/2015-05/2019                |
| 3.         | 184/ 5000-6500 | 270/ 1350-4600 | BMW 320i / 320i xDrive F34                               | 06/2016-09/2020                |
| 3.         | 184/ 5000-6500 | 270/ 1350-4600 | BMW 420i F32                                             | 04/2016-09/2020                |
| 3.         | 184/ 5000-6500 | 270/ 1350-4600 | BMW 520i G30/G31                                         | 07/2017-06/2020                |
| 3.         | 184/ 5000-6500 | 290/ 1350-4600 | BMW X3 xDrive20i G01                                     | dal 09/2021                    |
| 3.         | 184/ 5000-6500 | 290/ 1350-4600 | BMW X4 xDrive20i G02                                     | dal 09/2021                    |
| 3.         | 184/ 5000-6500 | 290/ 1350-4250 | BMW X3 sDrive20i G01                                     | dall'11/2017                   |
| 3.         | 184/ 5000-6500 | 290/ 1350-4250 | BMW X3 xDrive20i G01                                     | 12/2017-09/2021                |
| 3.         | 184/ 5000-6500 | 290/ 1350-4250 | BMW X4 xDrive20i G02                                     | 03/2018-09/2021                |
| 3.         | 184/ 5000-6500 | 300/ 1350-4000 | BMW 220i G42                                             | dal 09/2021                    |
| 3.         | 184/ 5000-6500 | 300/ 1350-4000 | BMW 420i G22                                             | dal 10/2020                    |
| 4.         | 192/ 5000-6000 | 280/ 1250-4600 | BMW 120i Sedan F52                                       | 02/2017-10/2019                |
| 4.         | 192/ 5000-6000 | 280/ 1250-4600 | BMW 220i / 220i xDrive Active Tourer/Gran Tourer F45/F46 | 11/2014-02/2018                |
| 4.         | 192/ 5000-6000 | 280/ 1250-4600 | BMW X1 xDrive20i F48                                     | 06/2015-11/2020                |
| 4.         | 192/ 5000-6000 | 280/ 1250-4600 | BMW X2 sDrive20i/xDrive F39                              | 03/2018-11/2020                |
| 4.         | 192/ 5000-6000 | 280/ 1350-4600 | BMW 125i Sedan F52                                       | dal 10/2019                    |
| 4.         | 192/ 5000-6000 | 280/ 1350-4600 | BMW 220i / 220i xDrive Active Tourer/Gran Tourer F45/F46 | 03/2018-11/2020                |
| 4.         | 192/ 4700-6000 | 280/ 1250-4750 | Mini Cooper S F56                                        | dal 2014                       |
| 4.         | 192/ 4700-6000 | 280/ 1250-4750 | Mini Cooper S F55 (5 porte)                              | dal 2014                       |
| 4.         | 192/ 4700-6000 | 280/ 1250-4750 | Mini Clubman Cooper S F54                                | dal 09/2015                    |
| 4.         | 192/ 4700-6000 | 280/ 1250-4750 | Mini Cooper S Cabrio F57                                 | dal 12/2015                    |
| 4.         | 192/ 4700-6000 | 280/ 1250-4750 | Mini Countryman Mk2 Cooper S                             | 01/2017-06/2020                |
| 5.         | 197/ 4500-6500 | 320/ 1450-4200 | BMW Z4 sDrive20i G29                                     | dal 12/2018                    |
| 6.         | 204/ 5000-6500 | 320/ 1500-4000 | BMW 223i Active Tourer U06                               | dall'11/2021                   |
| 7.         | 224/ 5200-6500 | 310/ 1400-5000 | BMW 125i F20                                             | 08/2016-07/2019                |
| 8.         | 231/ 5200-6000 | 320/ 1250/4800 | Mini John Cooper Works F54, F56 ed F57                   | dal 05/2015                    |
| 8.         | 231/ 5200-6000 | 320/ 1250/4800 | Mini Countryman Mk2 JCW                                  | 03/2017-05/2018                |
| 9.         | 231/ 4750-6000 | 350/ 1250-4500 | BMW 125i Sedan F52                                       | 02/2017-10/2019                |
| 9.         | 231/ 4750-6000 | 350/ 1250-4500 | BMW 225i / 225i xDrive Active Tourer F45                 | 09/2014-08/2021                |
| 9.         | 231/ 4750-6000 | 350/ 1250-4500 | BMW X1 xDrive25i F48                                     | dal 06/2015                    |
| 10.        | 245/ 5000-6500 | 350/ 1460-4800 | BMW X3 xDrive30i G01                                     | dal 08/2021                    |
| 10.        | 245/ 5000-6500 | 350/ 1460-4800 | BMW X4 xDrive30i G03                                     | dal 08/2021                    |
| 10.        | 245/ 4500-6500 | 400/ 1600-4000 | BMW 230i G42                                             | dal 03/2022                    |
| 10.        | 245/ 4500-6500 | 400/ 1600-4400 | BMW 430i G22/G23/G26                                     | dal 07/2021                    |
| 11.        | 249/ 5000-6500 | 400/ 1550-4500 | BMW 730i / 730Li G11                                     | 01/2019-05/2022                |
| 12.        | 252/ 5200-6500 | 350/ 1450-4800 | BMW 230i F22 / F23                                       | 07/2016-07/2021                |
| 12.        | 252/ 5200-6500 | 350/ 1450-4800 | BMW 330i F30/F31                                         | 06/2015-05/2019                |
| 12.        | 252/ 5200-6500 | 350/ 1450-4800 | BMW 330i GT/330i GT xDrive F34                           | 06/2016-09/2020                |
| 12.        | 252/ 5200-6500 | 350/ 1450-4800 | BMW 430i F32                                             | 04/2016-09/2020                |
| 12.        | 252/ 5200-6500 | 350/ 1450-4800 | BMW 530i/530i xDrive G30/G31                             | 01/2017-06/2020                |
| 12.        | 252/ 5200-6500 | 350/ 1450-4800 | BMW X3 xDrive30i G01                                     | 12/2017-08/2021                |
| 12.        | 252/ 5200-6500 | 350/ 1450-4800 | BMW X4 xDrive30i G02                                     | 03/2018-08/2021                |
| 13.        | 258/ 5000-6500 | 400/ 1550-4400 | BMW 330i G20                                             | dal 10/2019                    |
| 13.        | 258/ 5000-6500 | 400/ 1550-4400 | BMW 430i G22/G23                                         | 10/2020-06/2021                |
| 13.        | 258/ 5000-6500 | 400/ 1550-4400 | BMW 630i GT G32                                          | dal 06/2017                    |
| 13.        | 258/ 5000-6500 | 400/ 1550-4400 | BMW 730i/Li G11/G12                                      | 02/2016-12/2018                |
| 13.        | 258/ 5000-6500 | 400/ 1550-4400 | BMW Z4 sDrive30i G29                                     | dal 12/2018                    |
| 13.        | 258/ 5000-6500 | 400/ 1550-4400 | Toyota Supra 2.0                                         | dal 04/2020                    |
| 14.        | 265/ 4750-6500 | 400/ 1750-4500 | BMW 128ti F40                                            | dall'11/2020                   |
| 15.        | 306/ 5000-6250 | 450/ 1750-4500 | BMW M135i xDrive F40                                     | dal 09/2019                    |
| 15.        | 306/ 5000-6250 | 450/ 1750-4500 | BMW M235i xDrive F44                                     | dal 03/2020                    |
| 15.        | 306/ 5000-6250 | 450/ 1750-4500 | BMW X2 M35i F39                                          | dal 02/2019                    |
| 15.        | 306/ 5000-6250 | 450/ 1750-4500 | Mini 3p Mk3 JCW GP                                       | dal 03/2020                    |
| 15.        | 306/ 5000-6250 | 450/ 1750-4500 | Mini Countryman Mk2 JCW GP                               | 05/2019-06/2020 e dall'11/2020 |